# Dobromilice (zámek)
Zámek v Dobromilicích se nachází na jihozápadním okraji stejnojmenné obce, ležící asi 5 km severozápadně od centra města Němčice nad Hanou v okrese Prostějov. Od roku 2002 je zámek v soukromém vlastnictví a prochází pozvolnou rekonstrukcí. Spolu s přilehlou barokní sýpkou je stavba od 3. května 1958 chráněna jako kulturní památka.

## Historie

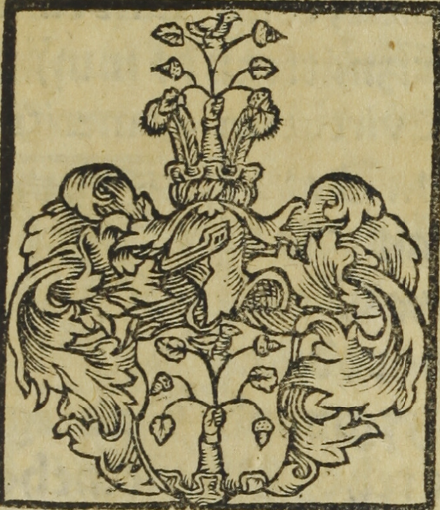
Žalkovští z Žalkovic

Předchůdcem zámku byla středověká tvrz, která je v písemných pramenech poprvé připomínána k roku 1368. Když o dvě století později, v roce 1563, zakoupil Dobromilice rytíř Matyáš Žalkovský ze Žalkovic (†1590), byla již tato tvrz pustá. Žalkovští proto přistoupili k výstavbě nové tvrze s pozdně renesančním jádrem, jež vyrostla na jihozápadním okraji obce. Ve druhé polovině 17. století se majitelem dobromilického panství stal Jan Arnošt ze Scherfenberka (†1690), za jehož působení byla tvrz přestavěna na barokní pětikřídlý zámek se sala terrenou, obklopený parkem. Už v roce 1699 však Scherfenberkové panství prodali Přepyšským z Rychemberka, po nichž roku 1737 přicházejí Kořenští z Terešova. Václav hrabě Kořenský z Terešova, císařský rada, hejtman Olomouckého kraje a přísedící moravského zemského soudu, dal zámek upravit a rozšířit přístavbou rokokové sálové budovy. Zároveň s úpravami zámku financoval hrabě Kořenský rokokovou přestavbu místního farního kostela Všech svatých, přičemž oba stavební projekty byly patrně realizovány stejným architektem.

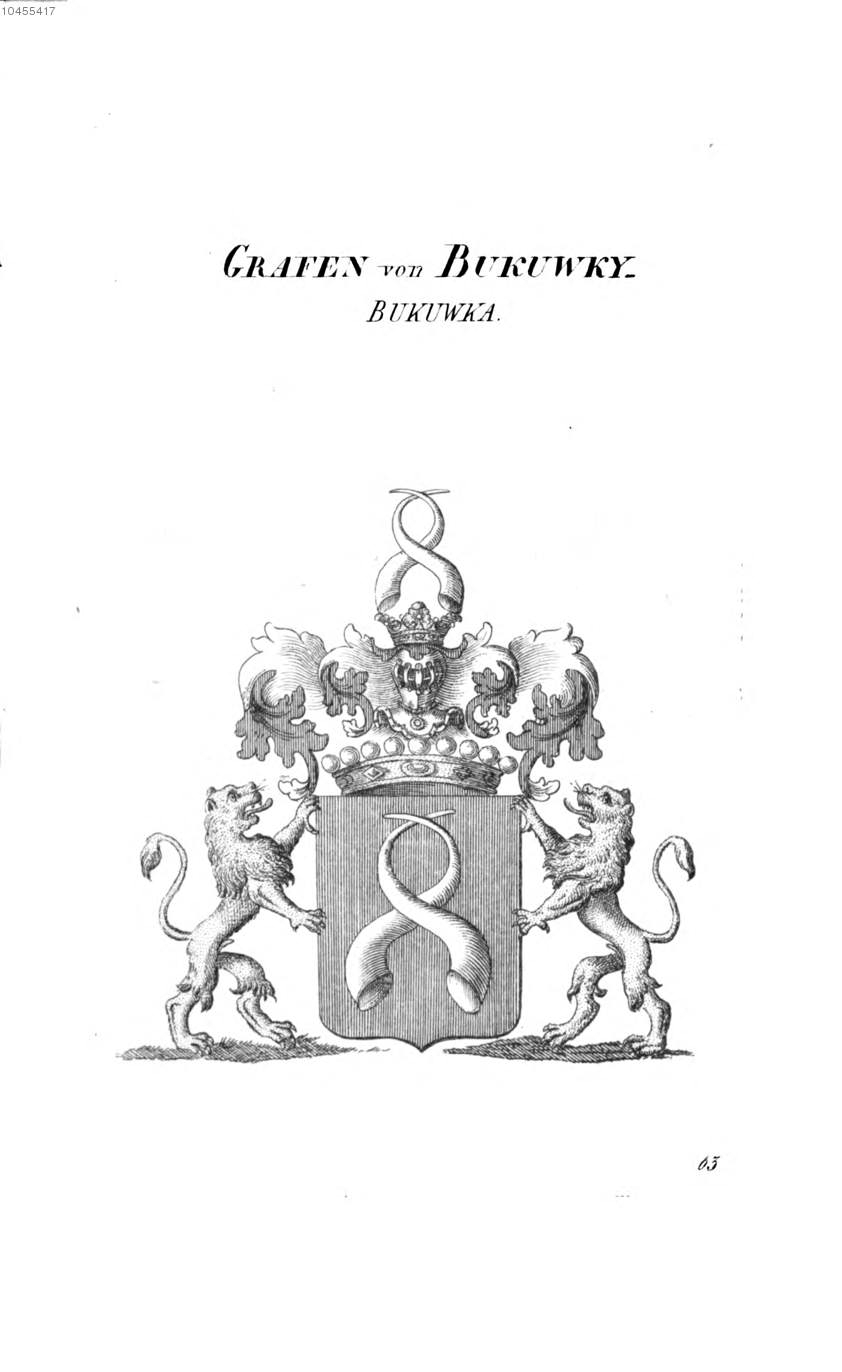
Erb hraběcího rodu Bukůvků z Bukůvky, majitelů zámku v letech 1826–1870

V roce 1796 zakoupila zámek a panství za 90 250 zlatých Marie Anna von Reichenau, provdaná Clam-Martinic, která Dobromilice roku 1826 věnovala svému mladému příbuznému Michaelovi Zikmundovi hraběti Bukůvkovi z Bukůvky (1808–1882). Při převzetí statku se však musel Michael Zikmund zavázat, že dobromilický zámek přenechá k doživotnímu užívání svému otci Karlovi Zikmundovi hraběti Bukůvkovi z Bukůvky (1761–1840), druhému bratranci Marie Anny von Reichenau. Za Bukůvků byly upraveny fasády a vstupní průčelí ozdobil rodový erb. Michael Zikmund Bukůvka se panství ujal v roce 1835 a na zámku vedl pestrý společenský život. Jako mecenáš hudebního spolku Brüner Musikverein se stýkal s významnými hudebníky (Karel Vilém Haugwitz, Hynek Vojáček) a v Dobromilicích hostil také politika a opata starobrněnského augustiniánského kláštera Cyrila Františka Nappa (1792–1867). Ačkoliv v roce 1870 odprodal dobromilický velkostatek olomouckému arcibiskupovi Bedřichovi z Fürstenberka (v úřadu 1853–1892), ponechal si na zámku několik místností, které rodina Bukůvků ještě několik let po prodeji obývala.
Arcibiskup Fürstenberk zámek roku 1874 předal Katolickému podpůrnému spolku arcidiecéze olomoucké a v církevních rukách se areál nacházel až do doby po roce 1948. Za socialismu zámek sloužil potřebám MNV, v jeho prostorách byly umístěny byty či knihovna. Po roce 1989 byl v části zámeckých prostor provozován Dům na půli cesty. Od roku 2002 je zámek v soukromém vlastnictví a veřejnosti není běžně přístupný.

## Architektura

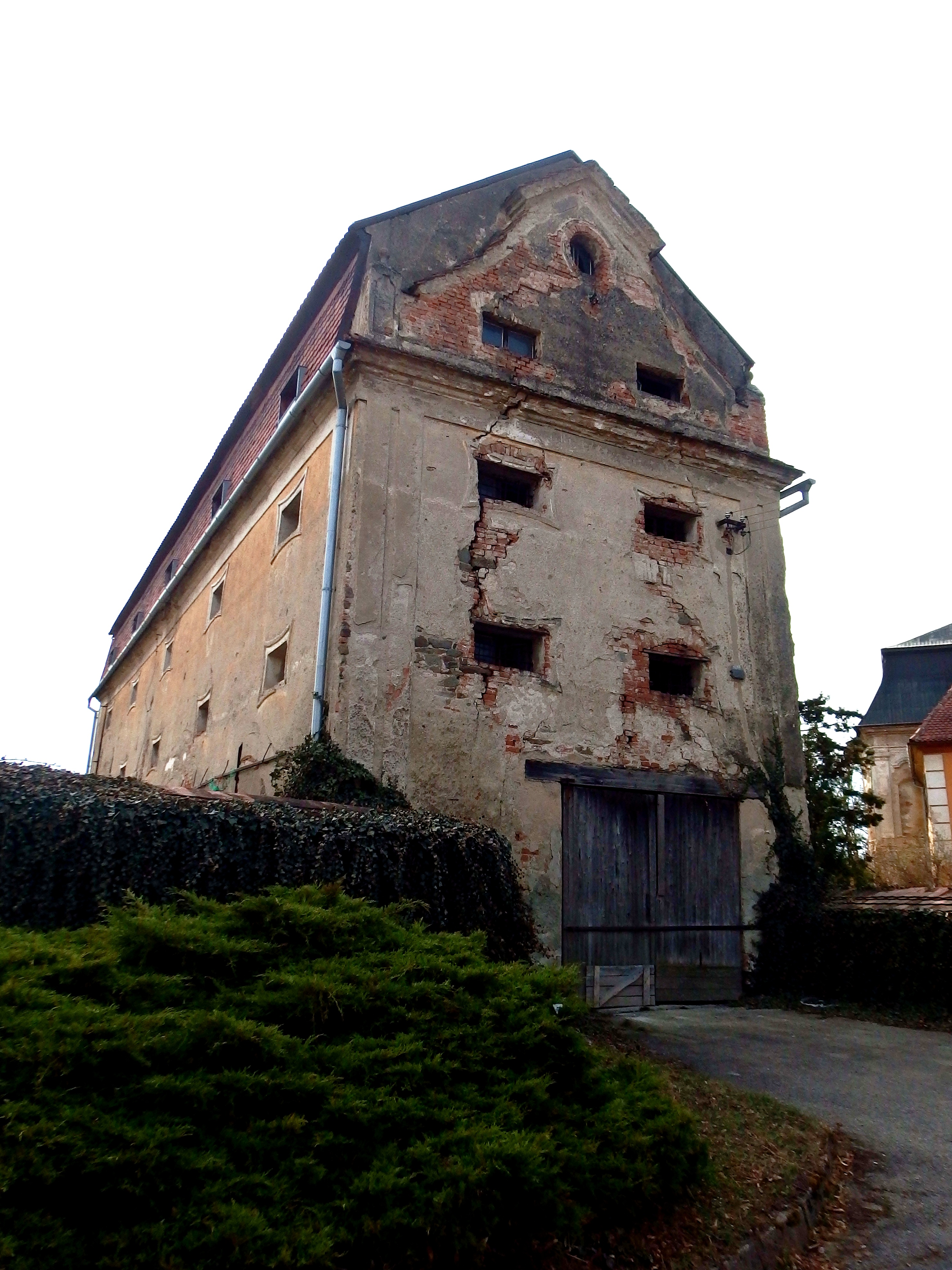
Barokní sýpka v sousedství zámku

### Exteriéry

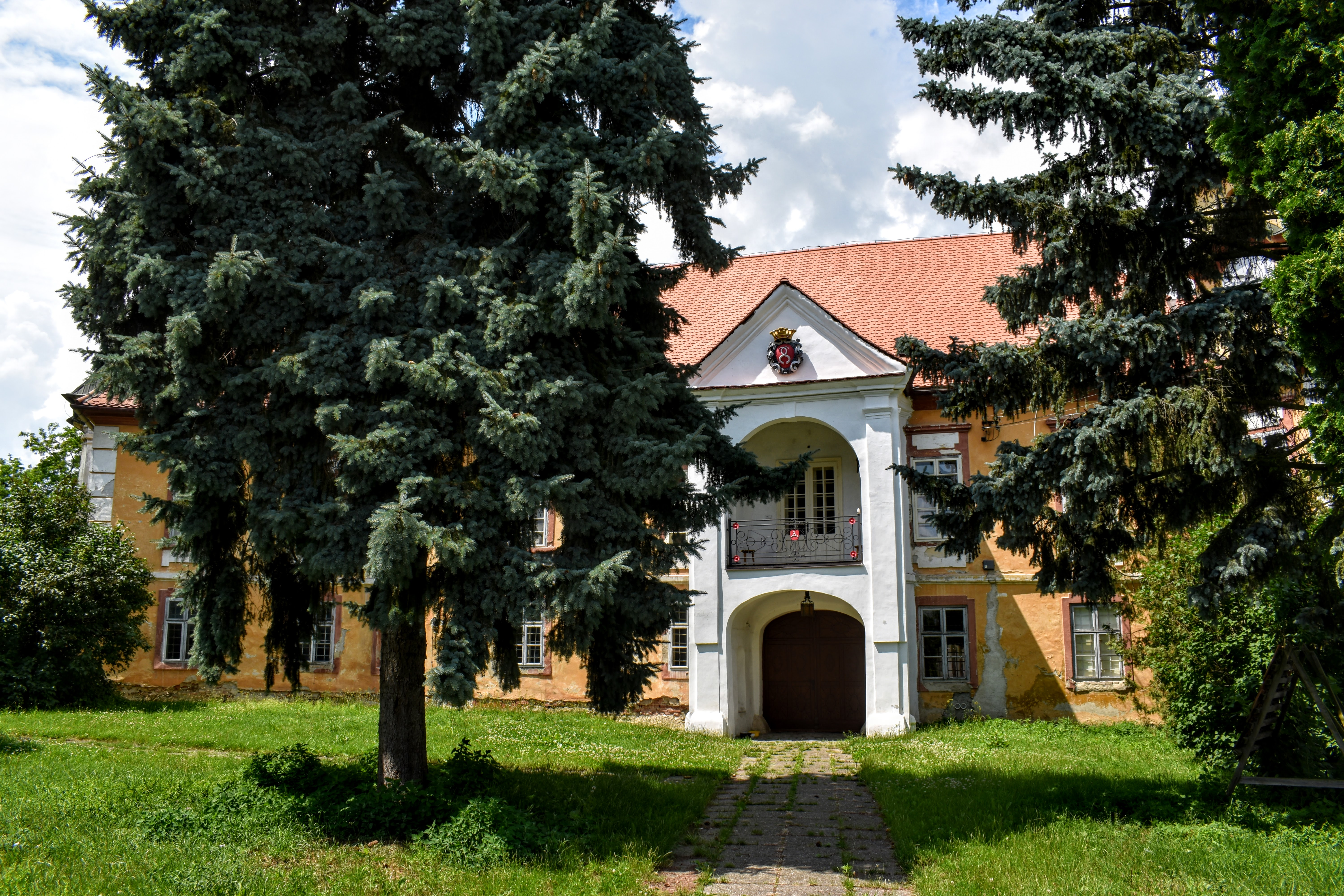
Vstupní průčelí s erbem rodu Bukůvků z Bukůvky

Dobromilický zámek má podobu volně stojící patrové dvoutraktové stavby, obklopující nepravidelné vnitřní nádvoří. Z nároží vstupního východního křídla vychází nakoso postavená hranolovitá vížka s kruhovým hodinovým ciferníkem, zakončená čtyřbokou mansardovou stanovou střechou. Kořenského rokoková sálová přístavba je obrácena směrem do parku. Vstupní průčelí dekoruje jednoosý rizalit zakončený tympanonem, v němž je umístěn erb Bukůvků z Bukůvky. Z hladkých fasád vystupují obdélná okna, v patře zdobená šambránami a římsami. Východně od zámecké budovy je situována památkově chráněná barokní sýpka z první poloviny 18. století, krytá mansardovou střechou.

### Interiéry
V přízemí vstupního křídla jsou dochovány renesanční síťové klenby s hřebínky, patro je zcela plochostropé. Součástí přízemí je rovněž barokní sala terrena s valenou klenbou s výsečemi, kterou zdobí bohatě tvarované zrcadlové rámy. Místnost s balkonovou lodžií, umístěná v patře vstupního křídla, sloužila jako zámecká hodovní síň.